# بيورن وركولا
بيورن وركولا (بالنرويجية البوكمول: Bjørn Wirkola)‏ هو متزلج قفز ولاعب كرة قدم نرويجي في مركز الهجوم، ولد في 4 أغسطس 1943 في ألتا في النرويج. لعب مع نادي روسنبورغ.

## وصلات خارجية
- بيورن وركولا على موقع قاعدة بيانات كرة القدم.إي يو (الإنجليزية)
- بيورن وركولا على موقع الاتحاد الدولي للتزلج (القفز التزلجي) (الإنجليزية)
- بيورن وركولا على موقع أوليمبيديا (الإنجليزية)
- بيورن وركولا على موقع IMDb (الإنجليزية)